# Justicia diacantha
Justicia diacantha är en akantusväxtart som beskrevs av Imlay. Justicia diacantha ingår i släktet Justicia och familjen akantusväxter. Inga underarter finns listade i Catalogue of Life.